# Yō Yoshinari
Yō Yoshinari (吉成 曜, Yoshinari Yō), né le 6 mai 1971 à Tokyo, est un réalisateur, chef-animateur et illustrateur japonais au studio d'animation Trigger.

## Biographie

### Jeunesse
Yoshinari naît à Tokyo le 6 mai 1971. Il est diplômé du Tokyo Designer Gakuin College (東京デザイナー学院). Il est le frère de l'animateur japonais Kō Yoshinari.

### Carrière
Yō Yoshinari fait ses débuts en animation alors qu'il fréquente le Tokyo Designer College, réalisant des dessins d'intervalle pour les animations de son frère déjà dans l'industrie. Une fois ses études finies, il décide d'intégrer un studio d'animation et postule alors chez Madhouse et Gainax. À la suite d'un malentendu Yō Yoshinari travaille quelque temps au studio Madhouse avant de s'éclipser et d'intégrer le studio Gainax. Il devient rapidement chef-animateur est notamment remarqué pour ses travaux sur le film d'animation The End of Evangelion, la série FLCL ou encore Tengen Toppa Gurren Lagann. En 2011, il rejoint une partie des effectifs de Gainax, ayant pour la plupart travaillés sur Gurren Lagann, pour aller créer le nouveau d'animation Trigger. Il y anime et réalise alors plusieurs séries telles Kill la Kill (chef-animateur) ou Little Witch Academia et BNA (réalisateur).

## Réalisations
- Neon Genesis Evangelion (chef-animateur, directeur de l'animation mécanique)
- The End of Evangelion (chef-animateur, assistant réalisateur d'animation)
- Dead Leaves (chef-animateur)
- Mahoromatic (chef-animateur)
- Medabots (chef-animateur)
- One Piece : Baron Omatsuri et l'île secrète (chef-animateur)
- Valkyrie Profile (concept art, créateur de personnages)
- Valkyrie Profile 2 : Silmeria (concept art, création de personnages)
- FLCL (scénariste, chef-animateur)
- Diebuster (chef-animateur)
- This Ugly Yet Beautiful World (chef-animateur, conception de créatures)
- Evangelion : 2.0 Vous pouvez (pas) avancer (chef-animateur)
- Gurren Lagann (conception mécanique)[2]
- Gurren Lagann Parallel Works (réalisateur, directeur d'animation, scénariste, chef-animateur, ép. 8)
- Panty and Stocking with Garterbelt (concept art, directeur de l'animation, animation clé, ép. 12B)[3]
- Little Witch Academia (créateur de concept, réalisateur, concepteur de personnages, directeur d'animation)[4]
- Kill la Kill (scénariste, chef-animateur)
- Kizumonogatari (chef-animateur, parties 1, 3)
- Space Patrol Luluco (artiste d'effets)[5]
- Promare (scénariste, chef-animateur)
- BNA: Brand New Animal (réalisateur)[6]
- Cyberpunk: Edgerunners (concepteur de personnages)[7]